# Country House
Country House è un singolo della band inglese Blur, estratto dall'album The Great Escape e pubblicato nel 1995.

## Il brano
Si tratta del primo brano estratto dal quarto album in studio del gruppo. La canzone è stata pubblicata durante la cosiddetta "battaglia del britpop", tra Blur e Oasis. Il singolo uscì lo stesso giorno in cui fu pubblicato quello degli Oasis, Roll with It, ed a spuntarla fu proprio quello dei Blur, che vendette 274 000 copie contro le 216.000 del singolo degli Oasis.
La copertina del singolo raffigura il Castello di Neuschwanstein, in Baviera, la cui immagine è rovesciata orizzontalmente.

## Il video
Il video musicale del brano è stato diretto da Damien Hirst, artista che aveva frequentato, come i Blur, il Goldsmiths College. Nel video appaiono i membri della band e l'attore Keith Allen, nei panni di un imprenditore. Inoltre si possono vedere i comici Matt Lucas e Sara Stockbridge, nonché la modella Jo Guest. Nel video sono presenti riferimenti a Benny Hill e al video di Bohemian Rhapsody dei Queen. Il video ha ricevuto la nomination come "miglior video" ai BRIT Awards 1996.

## Tracce
7" e Cassetta
1. Country House – 3:58
2. One Born Every Minute – 2:18

CD 1
1. Country House – 3:58
2. One Born Every Minute – 2:18
3. To The End (la comedie) feat. Françoise Hardy – 5:06
  - contiene un outro che parte dal minuto 3:45

CD 2 – Blur Recorded Live from Mile End Stadium
1. Country House – 5:01
2. Girls & Boys – 5:08
3. Parklife – 4:13
4. For Tomorrow – 7:35

## Formazione
Gruppo
- Damon Albarn - voce, tastiere
- Graham Coxon - chitarra, voce
- Alex James - basso
- Dave Rowntree - batteria

Collaboratori
- The Kick Horns - ottoni

## Classifiche
| Classifica (1995) | Posizione massima |
| ----------------- | ----------------- |
| Australia         | 28                |
| Danimarca         | 7                 |
| Europa            | 5                 |
| Finlandia         | 4                 |
| Irlanda           | 1                 |
| Norvegia          | 6                 |
| Nuova Zelanda     | 30                |
| Regno Unito       | 1                 |
| Svezia            | 10                |
| Svizzera          | 26                |